# Hidroxid de calciu
Hidroxidul de calciu (cunoscut popular ca var stins) este un compus anorganic cu formula chimică Ca(OH)2. Tradițional, hidroxidul de calciu se obține în urma reacției dintre varul nestins (oxid de calciu) și apă. Soluțiile saturate de hidroxid calcic sunt cunoscute sub denumirea de apă de var, iar suspensiile apoase lapte de var.

## Metode de obținere
Tradițional, obținerea hidroxidului de calciu are loc prin reacția oxidului de calciu cu apa. Reacția este puternic exotermă.
{\displaystyle CaO\,+\,H_{2}O\,\rightarrow \,Ca(OH)_{2}}
De asemenea, reacția în fază apoasă a clorurii de calciu cu hidroxidul de sodiu are ca produs hidroxidul de calciu.
{\displaystyle CaCl_{2}\,+\,2NaOH\,\rightarrow \,Ca(OH)_{2}\,+\,2NaCl}

## Utilizări
Hidroxidul de calciu este folosit:
- la obținerea mortarului folosit în construcții;
- ca fertilizator;
- în industria de rafinare a petrolului, la fabricarea unor aditivi, și cea petrochimică, la obținerea unor uleiuri solide;
- la vopsirea tulpinii pomilor împotriva înghețului și a insectelor;
- la fabricarea zemei bordeleze, care este un fungicid pe termen lung pentru pomii fructiferi și vița de vie;
- în medicină, ca neutralizant pentru arsurile cauzate de acidul sulfuric și pentru intoxicațiile cu acid oxalic;
- în stomatologie, ca material pentru coafajul pulpar;[3]
- în laboratorul de chimie, soluția sa se folosește la identificarea dioxidului de carbon.